# Influencia del narcotráfico en el fútbol colombiano
Desde la década de 1970 el narcotráfico en Colombia ha influido en el fútbol profesional colombiano, a través de las inversiones, en todos los niveles del balompié, de los narcotraficantes colombianos con sus oscuras y abultadas fortunas.
El impacto del narcotráfico incluso ha paralizado parcialmente al fútbol colombiano: en 1989 el asesinato de un árbitro por parte de los narcos suspendió completamente el torneo de liga profesional en el país, dejando desierto el título de campeón por primera vez en su historia futbolística. A este asesinato se sumaron hechos como el secuestro por 20 horas el 2 de noviembre de 1988 del árbitro Armando Pérez Hoyos, quien fue amenazado de muerte por un grupo de hombres que se hicieron llamar "representantes de seis clubes profesionales: Atlético Nacional, Júnior, Quindío, Cúcuta Deportivo, Deportivo Pereira y Millonarios".

## Infiltración de la mafia
Según el sociólogo David Quitian, el negocio del fútbol desde sus inicios se prestaba para evadir impuestos, además de que el Estado colombiano le perdonaba deudas a los equipos por el canon de arrendamiento de los estadios públicos, y la poca regulación a las normas laborales. Otro aspecto en el que los narcos participaban activamente en relación con el fútbol era el negocio de las apuestas y el arreglo de partidos anticipadamente para sacar aún más provecho económico.
Los equipos se volvieron empresas, con acciones, en las que los narcos competían con grandes empresarios como Carlos Ardila Lulle por control e influencia.
Los narcos realizaron inversiones en los equipos mediante testaferros, patrocinaban jugadores, compraban y "arreglaban" partidos y campeonatos, amenazaban o asesinaban jugadores, árbitros o funcionarios. A su vez, los narcos utilizaban a los equipos de fútbol y el traspaso de jugadores para lavar activos. Fue así como la narcocultura logró penetrar el deporte más popular en Colombia. Algunos jugadores también decidieron participar en el tráfico de drogas tentados por el dinero fácil.
Los clubes de fútbol más grandes o históricos del país América de Cali, Millonarios Fútbol Club, Atlético Nacional, Independiente Santa Fe fueron infiltrados por la mafia o su corrupción.

### Unión Magdalena
En la década de 1970, el equipo de la ciudad de Santa Marta, el Unión Magdalena, era propiedad de los hermanos y acaudalados empresarios Raúl, Pedro y Eduardo Dávila Armenta, reconocidos traficantes de marihuana en la época de la Bonanza Marimbera. Los hermanos frecuentaban los mismos círculos sociales que José Rafael Abello Silva, alias "Mono Abello", quien luego entraría a formar parte del cartel de Medellín.
Como dueño del Unión Magdalena, Dávila le dio oportunidad a numerosos deportistas locales como Radamel García King -padre del también futbolista Radamel Falcao García- y quien militó en el Unión entre 1984 y 1986.
Tal vez el más notable fue Carlos "El Pibe" Valderrama, quien se inició en las bases del equipo samario en 1981-1984, y luego llegó a ser capitán de la Selección Colombia y jugador internacional, destacado a nivel continental.
Por otra parte, Eduardo Dávila, propietario actual del club, ha sido sindicado y condenado por narcotráfico, además de ser sindicado de varios asesinatos, incluido el de su esposa Carmen Vergara Díaz, delito por el que fue condenado a 34 años de prisión, condena que cumple bajo arresto domiciliario en su mansión.

### Las denuncias contra los narcos en 1983

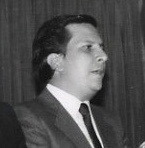
El ministro de justicia de Colombia (1983-1984), Rodrigo Lara Bonilla, denunció el contubernio de narcos en el fútbol colombiano. El ministro fue asesinado por el cartel de Medellín.

En 1983, el entonces ministro de justicia de Colombia, Rodrigo Lara Bonilla, denunció públicamente la infiltración del narcotráfico en los equipos de fútbol profesional colombiano Atlético Nacional, Millonarios, Santa Fe, Deportivo Independiente Medellín, América de Cali y Deportivo Pereira. El gobierno extendió la lista con los clubes Deportes Tolima, Quindío y Unión Magdalena. En su momento, el presidente de la Dimayor, Jorge Correa Pastrana, manifestó que no contaba con pruebas sobre lo dicho por el ministro.
El cartel de Medellín tuvo notoria influencia en los equipos de Antioquia: Atlético Nacional y Deportivo Independiente Medellín; Rodríguez Gacha mantuvo influencia en Millonarios. Mientras que el cartel de Cali hizo lo propio con el América de Cali y lo intentó con el Deportivo Cali.
Los narcos también influenciaron en la Selección de fútbol de Colombia, tanto en jugadores, técnicos, funcionarios deportivos, accionistas, y partidos de todo tipo de certámenes.
Tras la denuncia del ministro Lara Bonilla, a finales de 1983, el gobierno del presidente colombiano Belisario Betancur instó al Congreso de la República a que expulsara a Pablo Escobar de su curul en el recinto. El Presidente ordenó a la Superintendencia de Sociedades exigir los libros de contabilidad de los clubes de fútbol para investigar posibles fraudes y lavado de activos.
En el caso de Rodríguez Gacha sus registros de accionista en Millonarios son cambiadas por acciones a nombre de testaferros y familiares.

### América de Cali
El club América de Cali es tal vez el equipo que más fue usado por las mafia para el lavado de activos del narcotráfico. Estuvo bajo el yugo del cartel de Cali con los hermanos Gilberto y Miguel Rodríguez Orejuela, aunque el poder del cartel se extendió a otros equipos como Independiente Santa Fe.
El expresidente del América de Cali a finales de la década de 1970, Ricardo León Ocampo fue capturado en 1999 por nexos con los hermanos Rodríguez Orejuela.[cita requerida]
El expresidente del América de Cali entre 1987 y 1992, Juan José Bellini fue capturado el 14 de septiembre de 1995 cuando era el presidente de la Federación Colombiana de Fútbol por sus nexos directos y lavado de activos en favor de los jefes del cartel de Cali. Bellini recibió dos cheques por COP$100 millones de pesos por parte de los hermanos Rodríguez Orejuela.

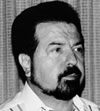
Gilberto Rodríguez Orejuela
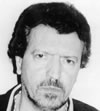
Miguel Rodríguez Orejuela

En junio de 2009, Fernando Rodríguez Mondragón, hijo de Gilberto Rodríguez Orejuela, declaró a un diario mexicano que el narcotráfico estuvo presente en Millonarios mediante Gonzalo Rodríguez Gacha y en el Atlético Nacional con el también extinto narcotraficante Pablo Escobar, y que las prácticas sucias en el fútbol colombiano continúan en la actualidad. La recopilación de estas declaraciones por el portal de la Revista Semana fue inexacta. Allí se publicó que Rodríguez Mondragón había afirmado a El Universal que América de Cali superó 2-1 al América de México y que João Havelange fue presidente de la Federación Colombiana de Fútbol, cuando en la entrevista inicial él dice "Sé que en el partido América de México-América de Cali se invitaron a estos árbitros a un restaurante y se les atendió, se les dio todo el trago que quisieron y quedaron muy contentos", en alusión a que el Modus operandi del Cartel era darle regalos a los árbitros para que así beneficiaran al América, y que Havelange fue presidente de la Confederación Sudamericana de Fútbol y fuerte contradictor del América.
Rodríguez Mondragón ha causado polémica varias veces con sus afirmaciones (llegó a publicar una recopilación de estas en su propia obra, El hijo del ajedrecista), en las que mencionaba situaciones varias en donde se vieron involucrados su padre y su tío; como lo son un soborno que fue entregado a la selección peruana en el mundial de Argentina 1978, y un pago de 300.000 dólares, entregados a Álex Gorayeb, para cancelársele a Carlos Salvador Bilardo como anticipo de su contrato como seleccionador nacional de Colombia. De igual manera, afirmó al portal Terra que su familia intentó sobornar al árbitro de la final de la Copa Libertadores 1999, para que favoreciera al América; pero que el presidente de la FIFA, João Havelange, se lo impidió. Declaración inexacta, debido a que esa final la jugó el Deportivo Cali, y en ese momento Havelange ya no dirigía los rumbos de la FIFA. Hasta la fecha, ningún proceso legal se ha iniciado con base en las afirmaciones del hijo del excapo. Su familia niega y desmiente lo escrito en su libro.

### Millonarios

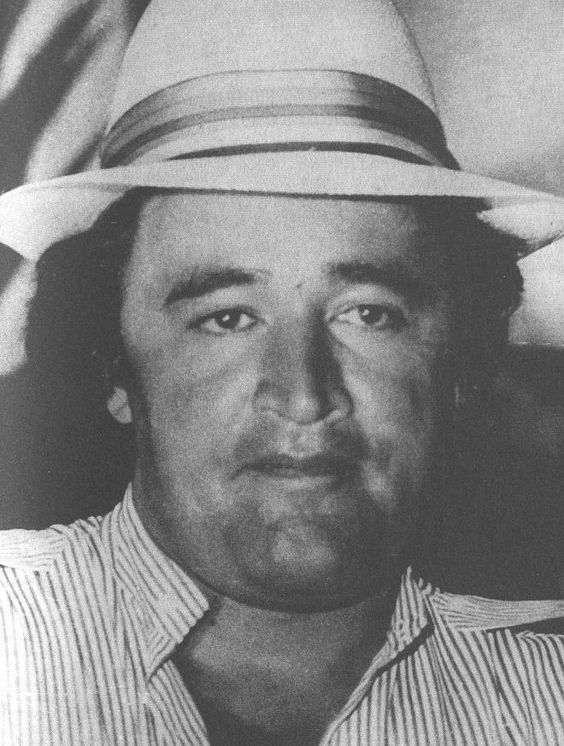
El narcotraficante Gonzalo Rodríguez Gacha, segundo en importancia en el cartel de Medellín, fue propietario del equipo bogotano Millonarios.

El entonces denominado Club Deportivo Los Millonarios de Bogotá fue inicialmente de propiedad del narcotraficante Hermes Tamayo, y luego pasó a manos del narcotraficante y socio de Pablo Escobar, Gonzalo Rodríguez Gacha, alias "El mexicano".
El vicepresidente y miembro de la Junta Directiva de Millonarios de 1981 a 1992 fue Guillermo Gómez Melgarejo, además de Germán Gómez y Edmer Tamayo Marín, quienes le sirvieron como testaferros al narcotraficante Rodríguez Gacha. Gómez Melgarejo fue asesinado en un restaurante al norte de Bogotá en 1992.
En las temporadas 1987 y 1988, Millonarios salió campeón de Colombia y posteriormente perdió contra Atlético Nacional en las polémicas semifinales de la Copa Libertadores 1989 (torneo que a la postre ganó el equipo 'Verdolaga'). En la década de 1990 el equipo sufre duras crisis económicas durante el periodo de Francisco Feoli (1990-1995) y con la promulgación de una nueva ley, sufre en 1997, una demanda por extinción de dominio de las acciones de los herederos de Rodríguez Gacha, algo que se concretaría en 1999 al pasar el 27.9% de las acciones del club a la DNE (Dirección Nacional de Estupefacientes), por lo cual el equipo quedó saneado de los vínculos con el narcotráfico. Sin embargo, debido a sus altas deudas el Club Deportivo Los Millonarios fue liquidado en 2011 y con él se vendió el lote Fontanar (sede de entrenamientos del club).
En el 2012, el presidente de Millonarios Fútbol Club, Felipe Gaitán, reconoció la influencia del narcotráfico en Millonarios durante la tenencia por parte de narcotraficantes por lo que la institución deportiva estaba analizando devolver los títulos de campeón del fútbol colombiano, obtenidos en los campeonatos de 1987 y 1988, debido a la influencia criminal, antiética, negativa y antideportiva del narco Rodríguez Gacha. La idea de devolver los títulos fue rechazada por algunos miembros del club y descartada por el propio Gaitán.

### Atlético Nacional
A principios de la década de 1980, el presidente del Atlético Nacional Hernán Botero empezó maniobras para lavar los activos de narcotraficantes en el equipo. Octavio Piedrahíta, dueño también del Deportivo Pereira, y Pablo Correa Arroyave le compraron las acciones en el Atlético Nacional al narcotraficante Héctor Mesa Gómez, también del cartel de Medellín.
El 5 de enero de 1985, el presidente del Atlético Nacional Hernán Botero se convirtió en el primer colombiano extraditado a los Estados Unidos tras la aprobación del tratado de extradición bajo cargo de lavado de activos del narcotráfico. La División Mayor del Fútbol Colombiano, Dimayor, ordenó suspender la fecha profesional del 15 de noviembre de 1984 como protesta por la extradición del dirigente futbolístico.
Otros publicitados episodios han sido:
- El árbitro del juego de vuelta de la semifinal de la Copa Libertadores 1989 en Medellín, ante Danubio, Carlos Espósito, afirmó que se vio obligado a dirigir ese partido bajo amenaza y que estuvieron a punto de perder su vida él y sus asistentes.[38][39]

- También, en la Copa Libertadores 1990, el árbitro uruguayo Juan Daniel Cardelino denunció presiones antes del partido entre Atlético Nacional y Vasco da Gama de Brasil, causando que Atlético Nacional fuera sancionado con no poder jugar las ediciones de 1990 y 1991 de la Supercopa Sudamericana y la suspensión de Colombia ante la CONMEBOL para cualquier partido internacional hasta 1992.[40][41]

### Envigado F. C.
El Envigado Fútbol Club salió de la Lista Clinton, después de tres años en el desacreditado documento, mientras que América de Cali se mantuvo 16 años en la ‘lista negra’, hasta su exclusión en 2013.
Por otra parte, en el libro Los goles de la cocaína, escrito por la periodista Martha Soto, se documenta cómo la Oficina de Envigado ha tenido influencia directa en la historia del club, y que luego del asesinato a manos de sicarios del máximo accionista, Gustavo Upegui, en 2006, fue la venta de James Rodríguez al Banfield de Argentina la que permitió al club recuperarse económicamente.

### Deportivo Independiente Medellín (DIM)
En la década de 1980, el club Deportivo Independiente Medellín fue adquirido por Pablo Escobar. Según el sicario de Escobar, Jhon Jairo Velásquez Vásquez, alias "Popeye", el jefe del cartel de Medellín era hincha del DIM, versión que también avaló el hijo del capo, Juan Pablo Escobar.
En 1986, el presidente y dueño mayoritario del equipo Deportivo Independiente Medellín (DIM) durante comienzos de la década de 1980, José Pablo Correa Ramos fue asesinado por sicarios en Medellín, según la Fiscalía, a manos de "venganzas entre mafiosos". El socio de Correa Ramos, Héctor Mesa, quien también fue presidente del equipo, fue asesinado también por la mafia.
Según el revisor fiscal Juan Bautista Ávalos, desde 1978 el Independiente Medellín estuvo en poder de seis mafiosos en distintos tiempos; Pablo Correa Ramos, Héctor Mesa Gómez, Guillermo Zuluaga, Julio César Villate, Jorge Castillo y Rodrigo Tamayo, quienes manejaron el equipo durante 30 años, y en el que habrían lavado activos del narcotráfico por más de COP$ 150.000 millones de pesos.
Por otra parte, otros exdirectivos del club han sido involucrados en investigaciones de lavado de activos. Ese es el caso de Rodrigo Tamayo, quien fuera propietario del club entre 1999 y 2005, año en el que pasó a manos de la sociedad independiente Sueños del Balón.
La Fiscalía General de la Nación realizó la investigación correspondiente a los ex dirigentes Fernando Jiménez Vásquez, y Libardo Serna, y la excontadora Soraya del Pino Castillo, por el presunto ingreso de 20 millones de dólares provenientes del narcotráfico. El caso fue precluido por falta de pruebas y fueron dejados en libertad luego de 18 meses en prisión. Sin embargo, fueron llamados a juicio los expresidentes Mario de Jota Valderrama y Javier Velásquez, el exmayor accionista José Rodrigo Tamayo Gallego y la exgerente financiera Claudia Patricia Toro por el mismo caso.

### Deportes Tolima
La infiltración de la mafia en el equipo Deportes Tolima empezó a mediados de la década de 1970 con personajes como José Manuel Cruz Aguirre, quien fue propietario y su primo el narco Ignacio Aguirre, alias "El Coronel", quien también fue accionista. Cruz Aguirre compraba los pases de los jugadores para el Deportes Tolima con dinero en efectivo.
Aguirre fue asesinado por sicarios en la década de 1980.

### Deportivo Pereira
En la década de 1980, el propietario del Deportivo Pereira fue Octavio Piedrahíta Tabares (también accionista del Atlético Nacional) quien fue acusado por Estados Unidos de lavado de activos en favor del narcotráfico por lo que fue pedido en extradición en varias ocasiones. Piedrahíta fue secuestrado y liberado en 1986, pero dos años después, sicarios lo asesinaron en Medellín el 8 de junio de 1988.
Según el diario estadounidense Miami Herald, Piedrahíta habría sido el "encargado de organizar a los sicarios que dieron muerte al ministro de Justicia Rodrigo Lara Bonilla" quien había denunciado en 1983 los nexos de los narcos con el fútbol, y libraba por ello una batalla frontal contra los dineros sucios de las mafias del narcotráfico.

### Independiente Santa Fe
En 1989, el Independiente Santa Fe fue adquirido por el narcotraficante y empresario farmacéutico caleño Fernando Carrillo Vallejo, quien utilizaba sus droguerías para distribuir insumos destinados al procesamiento de drogas ilegales.
Luego de Carrillo Vallejo, el siguiente propietario del equipo capitalino fue el narcotraficante del cartel de Cali, Phanor Arizabaleta Arzayús. Aunque medios aun afirman bajo especulación, el narcotraficante Efraín Hernández Ramírez, alias "Don Efra" también habría tenido intereses en Santa Fe.
En 2003 llega a la presidencia del club el abogado penalista Luis Eduardo Méndez, quien fue recluido en 2007 por 70 meses en una cárcel de Estados Unidos por obstrucción a la justicia y vínculos con el narcotraficante Rafael Caicedo. Fue en esa época que Santa Fe retoma sus logros deportivos al ser subcampeón en el 2005-I y clasificar a la Copa Libertadores 2006. Después llegaría Tulio César Bernal a la presidencia que tiene conexiones con el esmeraldero Víctor Carranza, acusado una y otra vez, y siempre absuelto por la justicia, por sus presuntos vínculos con grupos paramilitares.
Según el diario El Tiempo, citando a las autoridades colombianas, en 2010, el narcotraficante y esmeraldero del cartel de Bogotá, Julio Alberto Lozano Pirateque, alias "Patricia" o "Don Julio" fue identificado como el "encargado de lavar las ganancias del narcotráfico" en el equipo bogotano. Lozano, en asocio con los narcotraficantes Daniel Barrera, alias "Loco Barrera" y Luis Agustín Caicedo Velandia, montaron una operación de lavado de activos usando al Independiente Santa Fe. Entre los capturados por la operación, fue detenido Ricardo Villarraga, alias "El Profesional" y quien es padre del jugador de Santa Fe con el mismo nombre Ricardo Villarraga.
La red de lavado mantenía negocios con los llamados hermanos Calle Serna, alias "Los Comba", y con los carteles mexicanos de Sinaloa y de los hermanos Beltrán Leyva.
La Fiscalía también investigó al expresidente del club Armando Farfán por testaferrato y a su vicepresidente Hugo Prieto por supuestamente tener vínculos con José Henry Romero Ladino, señalado por la Fiscalía como integrante de una red internacional de narcotráfico. La fiscalía además investiga a Julio Alberto Lozano Pirate que es hombre fuerte en los ingresos del club, a quien se le acusa del delito de receptación. También se ha dado conocer una lista de 44 socios del Santa Fe con antecedentes de  presuntos delitos de lavado de activos, testaferrato, fabricación y tráfico de armas, negocios de estupefacientes, concierto para delinquir, extorsión, estafa, enriquecimiento ilícito o fuga de presos.
A mediados de 2010, el entonces presidente del club César Pastrana, se presentó a la Fiscalía General de la Nación con el fin de aclarar que en el club no hay dineros provenientes del narcotráfico. La situación se dio porque en la operación 'Cuenca del Pacífico' se obtuvo evidencia de documentos y archivos en los que habría vínculos del presunto narcotraficante Luis Caicedo con el equipo Independiente Santa Fe.
En 2011 Santa Fe atraviesa por una crisis financiera a raíz de la investigación iniciada en 2010, por la presunta influencia del narcotráfico. Esto hace que su patrocinador principal se retire indefinidamente dejando al club sin patrocinio en el frontal de la camiseta durante esta temporada.
En el 2017, las autoridades colombianas determinaron que Álvaro Jaime Tello Rondón, quien fue miembro de la junta directiva de Independiente Santa Fe hasta 23 de marzo de 2017, realizó movimientos financieros entre 2012 y 2016 por montos cercanos a COP$ 130.000 millones de pesos para lavar activos del narcotráfico. En el 2017, sus acciones en el equipo fueron sometidas a extinción de dominio, equivalente a 15 mil acciones y un porcentaje de 1,07% del total del equipo.

### Junior de Barranquilla
En el año de 1977 hasta principios de la década de 1980, la entidad deportiva era liderada por Fuad Char como presidente, quien se vio implicado con nexos con el narcotráfico y el lavado de activos recibiendo a cambio dinero por parte de integrantes de grupos narcos, según denuncias periodísticas. Coincidencialmente, el equipo 'Tiburón' consiguió sus dos primeros títulos en esa época, en 1977 y 1981.
El Cartel de la Costa quien fue liderado por Alberto Orlandez Gamboa alias ‘El Caracol’ fue una agrupación dedicada a la fabricación y tráfico de droga que funcionaba en el norte de Colombia. Por otra parte, Sheila quien fuera un miembro del cartel confirmó haber sido responsable de realizar el envío a los Estados Unidos de unos 30 embarques de cocaína y marihuana entre 1976 y 1994. Se cree que el presidente Fuad Char tuvo nexos con este grupo de narcos en los años 70 cuando asumió como presidente del club y financió con ese dinero grandes incorporaciones de futbolistas. Se incorporaron en ese entonces a 6 jugadores internacionales de renombre Estos fueron: Juan Carlos Delménico, Julio Comesaña, Camilo Aguilar, Eduardo Solari, Carlos Vidal y Juan Ramón Verón todos argentinos a excepción de Comesaña que es uruguayo.
A finales de los años 1980, nuevamente Fuad Char tomas las riendas del club y en el año de 1988 asumiría el cargo en la presidencia. Según fuentes periodísticas, Junior es otro de los equipos de la primera división colombiana aparentemente relacionados con el narcotráfico debido a que su presidente se mantendría en el negocio del narcotráfico en los años 1990 enviando cargamentos de droga a Estados Unidos La prueba más contundente que relaciona a Fuad Char con el narcotráfico se da cuando Estados Unidos le niega la entrada a su territorio. Además, en el año de 1991 el presidente juniorista sufrió un atentado en Barranquilla cuando supuestos integrantes de la mafia intentan asesinarlo con armas de fuego produciéndole una herida de bala.

## Influencia de narcoparamilitares

### Valledupar FC y Real Cartagena
Las autoridades colombianas lograron establecer mediante grabaciones telefónicas que el Valledupar FC y el Real Cartagena fueron infiltrados en el 2004-2005 por los jefes narcoparamilitares alias "Jorge 40" y Carlos Mario Jiménez, alias "Macaco", de las Autodefensas Unidas de Colombia (AUC), con el fin de arreglar partidos, entre ellos el recordado partido de los cuadrangulares semifinales de la Primera B en 2004:

"Faltando cinco minutos para terminar el juego, el Cartagena hizo los cuatro goles que le hacían falta para jugar la final. Cuatro goles en cinco minutos, un récord digno de Ripley. Con un 5-0, sacaron al Cúcuta Deportivo. Según 'Jorge 40', "ellos (los del Real Cartagena) conmigo tienen cierta gratitud".

### Cúcuta Deportivo
En septiembre de 2019 fue capturado por las autoridades colombianas el expresidente del Cúcuta Deportivo Álvaro Vélez Trillos luego de haber lavado activos del narcotráfico y el paramilitarismo mediante casas de cambio.  Vélez Trillos era socio del exalcalde de Cúcuta y accionista del equipo, Ramiro Suárez Corzo, capturado por narcoparamilitarismo y homicidio.

## Futbolistas involucrados en el narcotráfico

### Mauricio “Chicho” Serna
El exfutbolista Mauricio Serna, quien militó en la Selección Colombia, y los equipos de fútbol Atlético Nacional y Boca Juniors resultó involucrado en lavado de activos en Argentina junto a la viuda Victoria Eugenia Henao y el hijo de Pablo Escobar, Juan Pablo Escobar, en favor del narcotraficante colombiano José Piedrahíta Ceballos.

### Jhon Viáfara
Jhon Viáfara, el exfutbolista colombiano fue capturado el 19 de marzo de 2019 y luego extraditado a los Estados Unidos por tener nexos con el cartel de Sinaloa y participar directamente en el tráfico de drogas entre 2008 y  2016. Según las autoridades colombianas, "Viáfara era el encargado de la ruta del Pacífico hacía México entre los nexos del Clan del Golfo y el Cartel de Sinaloa para transportar los estupefacientes en aeronaves y lanchas".

### Omar Darío Cañas
El futbolista Omar Darío Cañas, fue asesinado por sicarios en Bello, Antioquia. Fue jugador de la selección Colombia Sub-20 que disputó el suramericano de 1989 y perteneció al Atlético Nacional.

### Diego León Osorio
El exfutbolista Diego León Osorio fue capturado por las autoridades colombianas el 12 de octubre de 2019 en el Aeropuerto Internacional José María Córdova al intentar transportar clorohidrato de cocaína. Osorio pretendía salir del país rumbo a la ciudad de Madrid (España) con "1,1 kilos de cocaína adheridos con cinta a sus partes íntimas". Un juez de Rionegro, Antioquia, condenó al exjugador de Atlético Nacional y de la Selección Colombia, Diego León Osorio, a 5 años de prisión domiciliaria tras ser hallado "culpable de tráfico, fabricación y comercialización de estupefacientes".

### Wilson Pérez
El exjugador de la Selección Colombia, Wilson Pérez fue capturado el 16 de octubre de 1995, cuando se disponía a abordar en el aeropuerto Ernesto Cortissoz, de Barranquilla, el vuelo 003 de la aerolínea Avianca con destino a la ciudad de Cali con 171 gramos de cocaína. La Sala Penal del Tribunal Superior de Barranquilla lo condenó a "4 años y dos meses de prisión".

### Jhon Jiménez Guzmán
El exjugador del América de Cali y campeón de América en 1987 con la selección juvenil de Colombia, Jhon Jiménez Guzmán, fue capturado en 2017 por la Policía Nacional en la ciudad de Cali, por tener nexos con una red delincuencial llamada "Jugador" y la banda criminal y narcotraficante de "Los Comba". En octubre de 2018, Jiménez fue extraditado a Estados Unidos y condenado a 6 años y 6 meses en prisión, y 3 años de libertad bajo vigilancia, bajo cargos de lavado de activos por más de un millón de dólares.

### Felipe "Pipe" Pérez
Felipe Pérez Urrea fue jugador del Atlético Nacional, Envigado Fútbol Club y la Selección Colombia Sub-20 que participó en el Suramericano de Paraguay en 1985. El 23 de julio de 1993, Pérez fue arrestado en Medellín por el comando élite antinarcóticos de Colombia en ese entonces, el Bloque de Búsqueda y le encontraron armas y explosivos, en una caleta que incluía "20 uniformes camuflados del Ejército; 158 cartuchos para fusil, pistolas y escopetas; 43 proveedores para fusiles R15 y MK2".
Desde 1988, las autoridades colombianas relacionaron a Pérez como una ficha del sicario del cartel de Medellín John Jairo Arias Tascón, alias "Pinina".
El exjugador pagó 3 años en la Cárcel Modelo de Bogotá por su colaboración con el Cartel de Medellín y fue asesinado por sicarios el 19 de octubre de 1996, al poco tiempo de haber salido de prisión.

## Futbolistas con relaciones cercanas a narcos

### René Higuita

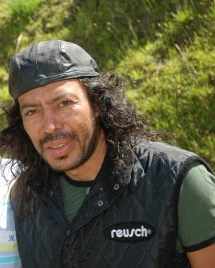
El exarquero René Higuita mantuvo amistad con el narcotraficante Pablo Escobar.

La relación de amistad que tuvo Pablo Escobar con el arquero de la Selección Colombia y Atlético Nacional, René Higuita. Durante la reclusión del máximo narcotraficante de Colombia en la cárcel de La Catedral, Higuita fue a visitarlo el 30 de junio de 1991, y presuntamente jugó partidos de fútbol dentro del penal con los miembros del cartel de Medellín allí recluidos.
Higuita fue arrestado por las autoridades colombianas, el 9 de junio de 1993 bajo cargos de participación en el secuestro al ser mediador y negociar la liberación de la hija de un socio de Pablo Escobar y encarcelado por orden de la Fiscalía General de la Nación. Higuita habría servido de mediador para liberar a una hija de Luis Carlos Molina Yepes, considerado un importante lavador de dinero para el cartel de Medellín. Higuita recibió por su mediación la suma de USD$ 50.000 dólares.

### Leonel Álvarez
El exfutbolista y ahora director técnico colombiano Leonel Álvarez visitó junto a René Higuita al narcotraficante Pablo Escobar y otros miembros del cartel de Medellín durante la reclusión de los miembros del cartel en la cárcel de La Catedral. Álvarez militó en Atlético Nacional, Independiente Medellín y América de Cali durante las décadas de 1980 y 1990, y fue uno de los jugadores humildes que lograron surgir económicamente y profesionalmente por la influencia de los narcos al fútbol. Álvarez ha sido de los jugadores que ha proclamado destellos de lealtad a Pablo Escobar, pese a que participó en el documental "Los dos Escobar" en el que habló de "Medellín sin tugurios" y otras obras de beneficencia que los narcos del cartel de Medellín hacían en los barrios más marginales del Valle de Aburrá.

### Antony de Ávila
Otra relación abierta con narcos fue la del futbolista Antony de Ávila, fue muy cercano a los hermanos Gilberto y Miguel Rodríguez Orejuela del cartel de Cali. En 1997, siendo jugador de la liga estadounidense MLS, El "Pitufo" de Ávila generó una fuerte polémica al dedicarle un gol que hizo con la Selección Colombia ante Ecuador, a los narcos de Cali. En septiembre de 2021, fue capturado en Italia, por presuntos nexos con el narcotráfico en ese país.

### Fredy Rincón
En el 2007, el futbolista mundialista de la Selección Colombia y entonces jugador del Corinthians de Brasil, Freddy Rincón, fue implicado en Panamá en una red de lavado de activos, liderada por su amigo y narcotraficante colombiano Pablo Rayo Montaño. Rincón fue capturado en Brasil bajo circular roja de la Interpol. Sin embargo, Rincón fue exonerado de los delitos por la justicia panameña el 17 de agosto de 2016 luego de casi 10 años de batalla judicial para demostrar su inocencia.

### Faustino Asprilla y Víctor Hugo Aristizábal
En noviembre de 2019, el futbolista colombiano ‘Tino’ Asprilla reveló que un narco llamado Julio Fierro, le ofreció a él y a Víctor Hugo Aristizábal asesinar al entonces arquero paraguayo José Luis Chilavert, luego de que Asprilla y Aristizábal se enfrentaran a golpes con Chilavert durante un partido Colombia-Paraguay en 1997. Asprilla aseguró que le respondió al narco diciéndole "¿Cómo así? Ustedes están locos, van a acabar con el fútbol colombiano y eso no puede ser, en el fútbol lo que pasa en una cancha se queda en una cancha", negándose a ser partícipe en un hecho sicarial.
En un incidente aparte con un narco, Asprilla contó durante la misma entrevista, que mantuvo una relación con una expareja del narcotraficante Juan Carlos Ramírez Abadía alias "Chupeta", y que al encontrarse los tres, Ramírez Abadía le habría dicho a la mujer: “No te mato porque andás con el 'Tino'".
Asprilla además contó sobre una millonaria oferta que le hicieron los capos narcotraficantes del cartel de Cali, Hélmer "Pacho" Herrera, Gilberto Rodríguez y Miguel Rodríguez Orejuela, junto al Presidente de la Federación Colombiana de Fútbol del año 1994, Juan José Bellini, si lograban ganar partidos en el Mundial de 1994.

## Asesinatos

### Antonio Roldán Betancur
El exdirigente deportivo del Atlético Nacional y exgobernador de Antioquia (1989), Antonio Roldán Betancur fue asesinado el 4 de julio de 1989 durante un atentado sicarial del narcotráfico que iba dirigido contra el director de la Policía de Antioquía, Valdemar Franklin Quintero, pero los sicarios se equivocaron de caravana de vehículos al confundir la caravana del gobernador con la del policía.

### José Pablo Correa Ramos
En 1986, el presidente y dueño mayoritario (mayor accionista) del equipo Deportivo Independiente Medellín (DIM) durante comienzos de la década de 1980, José Pablo Correa Ramos fue asesinado por sicarios en Medellín, según la Fiscalía, a manos de "venganzas entre mafiosos".

### Jorge Arturo Bustamante
El dirigente deportivo Jorge Arturo Bustamante Mora, quien fue presidente de tres clubes colombianos; Independiente Medellín (1985),Cúcuta Deportivo (1991), y Envigado FC (1993) fue asesinado en 1993. Bustamante Mora era hijo de Jorge Arturo Bustamante Bustamante, quien fue gerente de la Liga Antioqueña de Fútbol, en la que llevaba cerca de 20 años, y fue miembro principal de la Federación Colombiana de Fútbol (Fedefútbol).
Otro hijo de Bustamante Bustamante y medio hermano de Bustamante Mora, Carlos Arturo Bustamante Rodríguez también fue asesinado en junio de 1996.

### Omar Darío "El Torito" Cañas
El futbolista del Atlético Nacional y la Selección Colombia que participó en los Juegos Olímpicos de Barcelona 1992, Omar Darío Cañas, fue asesinado por sicarios en el municipio de Bello, Antioquia en 1993. Las autoridades reportaron en la época que Cañas fue encontrado muerto junto a otras personas, y que una persona de estas personas era hermano de un jefe de grupo de sicarios.

### Andrés Escobar

El futbolista Andrés Escobar, asesinado el 2 de julio de 1994 por un sicario al servicio de narcotraficantes.

Tal vez el caso más emblemático de la violencia de los narcos contra jugadores de fútbol colombianos fue el asesinato del jugador de la Selección Colombia y el Atlético Nacional, Andrés Escobar el 2 de julio de 1994.
Andrés Escobar fue agredido verbalmente por los hermanos Pedro David Gallón Henao y Juan Santiago Gallón Henao, ambos ligados al narcotráfico y paramilitarismo. Los hermanos al parecer le reclamaron a Escobar el haber cometido un autogol durante el partido de Colombia ante Estados Unidos durante el Mundial de Fútbol de 1994, que le costó la eliminación al equipo. Los hermanos habrían perdido una gran cantidad de dinero al apostar en favor de la Selección Colombia durante dicho partido. Escobar al parecer los increpó, por lo que el escolta de los hermanos, sin mediar palabra, disparó un arma y asesinó al jugador.

### Álvaro Ortega
El 15 de noviembre de 1989, el árbitro de fútbol, Álvaro Ortega Madero fue asesinado por sicarios bajo órdenes del capo Pablo Escobar, luego de que anulara un gol en un partido entre el América de Cali y el Deportivo Independiente Medellín, que terminó negativamente 3-2 para el equipo de la predilección de Escobar. Una semana después del asesinato de Ortega, el 22 de noviembre, la asamblea de Dimayor decidió cancelar el campeonato colombiano de 1989.
En la actualidad un sobrino de Ortega está siendo árbitro, Carlos Ortega.

### Gustavo Upegui
El dirigente deportivo propietario del Envigado FC y amigo personal de Pablo Escobar, Gustavo Upegui fue asesinado por personas ligadas al narcotráfico el 3 de julio de 2006. Sicarios de la Oficina de Envigado bajo órdenes del narco Daniel Mejía, alias "Danielito", asaltaron una finca de Upegui en San Jerónimo, Antioquia e iban disfrazados de policías fingiendo un allanamiento. Upegui es reconocido como uno de los dirigentes deportivos que más impulsó en sus inicios a los futbolistas colombianos James Rodríguez, Fredy Guarín, Juan Fernando Quintero y Dorlan Pabón.

### Alberto "Tico" Aroca
El médico pediatra, dirigente deportivo y propietario del Valledupar FC, Alberto "Tico" Aroca fue asesinado el 20 de agosto de 2019 por sicarios que hacían parte de la "Oficina de Cobros" llamada "La Silla" que estaba bajo órdenes del narcotraficante Elkin Javier López Torres alias "La Silla" o "Doble Rueda".
En marzo de 2019, Aroca había tenido una fuerte discusión con el entrenador de fútbol Jesús Alberto "Kiko" Barrios (exentrenador del Envigado FC), en la que hubo intercambio de amenazas.